# Jay Spearing
Jay Francis Spearing (sinh ngày 25 tháng 11 năm 1988) là một cầu thủ người Anh hiện đang là tiền vệ của Blackpool.
Jay Spearing ban đầu chơi cho đội bóng nghiệp dư Wallasey cùng đồng đội hiện nay ở đội trẻ là Craig Lindfield.
Spearing là đội trưởng của đội U-18 Liverpool vô địch cúp FA các đội trẻ vào năm 2007.Anh đã tham dự vào trận chung kết tiếp đội trẻ Manchester City, nhưng bỏ lỡ gần như cả mùa giải bởi bị gãy chân.Spearing được đưa lên Melwood vào mùa hè 2007, để tập cùng đội 1 Liverpool, sau khi gây ấn tượng ở đội trẻ.Anh đã gắn bó cùng câu lạc bộ anh hâm một từ khi còn nhỏ từ năm lên 8 tuổi.
Anh được bầu chọn là cầu thủ xuất sắc nhất ở giải Torneo di Renate, một giải đấu dành cho các đội U-20, tham dự giải còn có các đội khác như đội trẻ AC Milan và đội trẻ Parma.Anh cũng là thành phần của đội dự bị vô địch giải Premier League dành cho các đội dự bị vào mùa giải 2007-08.Spearing có trận đấu đầu tiên cho đội một vào ngày 9 tháng 12 năm 2008 khi vào sân trong trận thắng PSV Eindhoven 3-1 ở cúp C1.Vào ngày 31 tháng 3 năm 2009, Rafa Benitez cho biết ông muốn bản hợp đồng mới với anh, cùng Stephen Darby.vào ngày 6 tháng 7 năm 2009, Spearing đồng ý ký bản hợp đồng 3 năm cùng Liverpool. Đến năm 2013, anh chuyển đến thi đấu cho Blackpool

## Đời sống riêng tư
Anh được sinh ra ở bệnh viên Arrow Park ở Wirral và đã theo học ở trường cấp I St.George và trường cấp II Mosslands ở Wallasey.

## Thống kê
Tính đến 26 tháng 10 năm 2014.
| Anh                 | Anh                 | Anh                 | Anh                 | Anh      | Anh       | Anh    | Anh       | Anh        | Anh        | Anh       | Anh       | Anh     | Anh       | Anh       | Anh       | Anh      | Anh        |
| Mùa giải            | Câu lạc bộ          | Mượn                | Hạng                | Giải đấu | Giải đấu  | FA Cup | FA Cup    | League Cup | League Cup | Play-offs | Play-offs | Châu Âu | Châu Âu   | Tổng cộng | Tổng cộng | Thẻ phạt | Thẻ phạt   |
| Mùa giải            | Câu lạc bộ          | Mượn                | Hạng                | Ra sân   | Bàn thắng | Ra sân | Bàn thắng | Ra sân     | Bàn thắng  | Ra sân    | Bàn thắng | Ra sân  | Bàn thắng | Ra sân    | Bàn thắng | Thẻ vàng | A red card |
| ------------------- | ------------------- | ------------------- | ------------------- | -------- | --------- | ------ | --------- | ---------- | ---------- | --------- | --------- | ------- | --------- | --------- | --------- | -------- | ---------- |
| 2008–09             | Liverpool           |                     | Premier League      | 0        | 0         | 0      | 0         | 0          | 0          | –         | –         | 2       | 0         | 2         | 0         | 0        | 0          |
| 2009–10             | Liverpool           |                     | Premier League      | 3        | 0         | 0      | 0         | 2          | 0          | –         | –         | 0       | 0         | 5         | 0         | 0        | 0          |
| 2009–10             | Leicester City      | Mượn                | Championship        | 7        | 1         | 0      | 0         | 0          | 0          | 2         | 0         | –       | –         | 9         | 1         | 0        | 0          |
| 2010–11             | Liverpool           |                     | Premier League      | 11       | 0         | 0      | 0         | 1          | 0          | –         | –         | 8       | 0         | 20        | 0         | 0        | 0          |
| 2011–12             | Liverpool           |                     | Premier League      | 16       | 0         | 4      | 0         | 5          | 0          | –         | –         | –       | –         | 25        | 0         | 1        | 1          |
| 2012–13             | Liverpool           |                     | Premier League      | 0        | 0         | 0      | 0         | 0          | 0          | –         | –         | 3       | 0         | 3         | 0         | 0        | 0          |
| Tổng cộng Liverpool | Tổng cộng Liverpool | Tổng cộng Liverpool | Tổng cộng Liverpool | 30       | 0         | 4      | 0         | 8          | 0          | 0         | 0         | 13      | 0         | 55        | 0         | 1        | 1          |
| 2012–13             | Bolton Wanderers    | Mượn                | Championship        | 37       | 2         | 2      | 0         | 0          | 0          | –         | –         | –       | –         | 39        | 2         | 0        | 0          |
| 2013–14             | Bolton Wanderers    |                     | Championship        | 45       | 2         | 1      | 0         | 0          | 0          | –         | –         | –       | –         | 46        | 2         | 8        | 0          |
| 2014–15             | Bolton Wanderers    |                     | Championship        | 20       | 0         | 0      | 0         | 1          | 0          | –         | –         | –       | –         | 21        | 0         | 0        | 0          |
| Tổng cộng sự nghiệp | Tổng cộng sự nghiệp | Tổng cộng sự nghiệp | Tổng cộng sự nghiệp | 139      | 5         | 7      | 0         | 9          | 0          | 2         | 0         | 13      | 0         | 170       | 5         | 9        | 1          |